# 平安座島
平安座島（へんざじま）は、沖縄県うるま市に属する島で、沖縄諸島のうち、与勝諸島を構成する太平洋の有人島である。沖縄本島中部の東部海岸に突出する勝連半島の北東約4 kmに位置する。

## 地理
面積5.44 km2、周囲約7 km、標高115.6 mの低平な島で、2012年4月現在の島内人口は1,364人である。埋立て以前の平安座島は北東 - 南西方向の長軸を持つ楕円形状の地形に加え、島に形成された砂嘴の部分となる。面積2.79 km2、周囲7.13 kmの琉球石灰岩で覆われた台地状の島であったが、平安座島と宮城島間の「ダネー水道」と呼ばれる海域が、石油備蓄基地の建造により埋立てられた。島周辺のほとんどは急斜面を成し、砂嘴上に集落を形成している。沖縄本島南部の知念半島から伊計島まで伸びるサンゴ礁群の一つで、中城湾と金武湾を囲む堤防のような役割を果たしている。平安座島一帯の海域は「与勝海上政府立公園」として、1965年（昭和40年）10月1日に指定されたが、本土復帰直前の1972年（昭和47年）4月18日に取り消された。
平安座島は「平安座（へんざ）」と「平宮（ひらみや）」の大字で構成される。後者は1974年に埋立地に新設された字名で、平安座島と宮城島両島の頭文字を取って名付けられた。当初の平安座島は勝連間切の所属で、1687年に与那城間切へ移管、琉球処分後の1896年（明治29年）に中頭郡、1908年（明治41年）に同郡与那城村の一部となる。1994年（平成6年）に与那城町へ町制施行、その後の2005年（平成17年）4月1日に、近隣の自治体と合併改称し、うるま市となる。

### 小島・岩礁
- 亀島 - 南東沖約400 m。

## 歴史

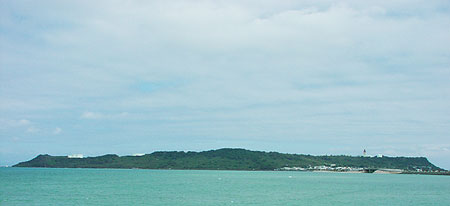
平安座島の遠景

方言でも「ヘンザ」 または「ヒャンザ」 と呼ばれ、地名の由来は「干潮」を意味する沖縄方言、または平家の落人が島に安徳天皇を祀ったという伝説にちなむとされる。『おもろさうし』には「ひやもざ」ないし「ひやむざ」、『正保国絵図』には「平安座（ヒヤンザ）嶋」 と記載され、また『ペリー日本遠征記』の地図に「ファンザ（Fanza ）」、『ペリー提督沖繩訪問記』には「ファニア（Fania ）」 と表記されている。

### 前史から琉球王国時代
縄文時代晩期の遺跡「平安座東（あがり）ハンタ原（ばる）貝塚」は、1956年（昭和31年）に島丘陵東端の畑地から発見された。1968年（昭和43年）に琉球大学により調査が行われ、土器の他に石斧や貝製品が出土したが、発掘調査終了後、石油備蓄基地の建設により消滅した。また平安座島の最高所に位置する「平安座西（いり）グスク」の築城年は不明だが、勝連城の浜川按司の次男の居城と伝承され、『琉球国由来記』には「森城（むいぐすく）」と記されている。西グスクの南西側で土器や青磁、炭化した米穀と麦粒が発見され、また二次的に埋葬された人頭骨も出土している。当グスクは野面積みの石垣で囲まれた内部に祠があり、島民にとって聖地で、重要な拝所となっている。
平安座島の集落は、15世紀初期に西グスクを中心として海岸沿いに移動し、その後に3つの集落（西村渠・古島・新村渠）を形成した。慢性的な水不足により、親雲上らは1791年と1819年に天水田の灌漑用水路工事と水田開発を行い、また1850年代には傾斜面に開田している。島民の八端太良は怪力として知られ、『球陽』（1743年条）には貢納米1石を那覇まで運び、当日のうちに帰島したとされる。さらに彼の兄弟3人で帆船を持ち上げ、平安座島と対岸の沖縄本島を往来したという。

### 戦前から沖縄戦
1880年（明治13年）の島内人口は1,501人であったが、1903年（明治36年）は2,623人に増加し、新村渠集落の東側に新しく集落を設置した。明治期から戦前にかけては、女性と老人は農業、男性は漁業と海運業を中心に行った。大正期における漁業は1組30 - 40人による追い込み漁が盛んで、素潜り漁も行われた。1913年（大正2年）に、平安座島を本拠地とする糸満漁民と浜比嘉島の漁民により、東方海上に位置する浮原島周辺海域の漁業権を巡る乱闘が発生した。

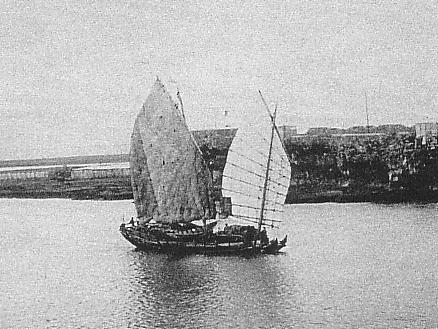
昭和初期の山原船

沖縄本島北部（山原）との交易船として発展した平安座島の山原船は、酒・穀類と生活用品を山原に輸送し、さらにそこから薪・建築用材等を搬出し、他地域へ取引を行っていた。北は奄美群島、南は先島諸島まで赴くなど、広範囲に交易が盛んに行われた。古来からサバニと呼ばれる小舟4隻を組み合わせたテーサン船（組船）が主流であったが、大正末期からは大型の山原船へ移行した。大正時代から1940年（昭和15年）頃までは、100隻以上の船が平安座島に集結すると同時に生活物資をもたらし、さらにそれら目当てに島外から人々が押し寄せるなど、山原船交易の最盛期を築いた。しかし、他籍船の首里士族の一部が平安座島の田畑を荒らし、婦女暴行事件を起こすなどトラブルが絶えない時期もあった。
1944年（昭和19年）10月10日の朝、山原船による物資輸送の拠点地として平安座島はアメリカ軍の空襲を受け、200隻以上の山原船を焼失したが、死者は誰一人も出なかった。翌年の1945年（昭和20年）に、日本軍の命令により島民は金武町に強制疎開させられたが、同年6月10日に米軍が与那城に上陸した際、平安座・宮城・伊計島と本島側の住民らを平安座島へ収容した。終戦後の同年9月に発令した「地方行政緊急措置要綱」により、平安座市の形成と同時に、市長と市会議員も選出された。当市の人口は8,317人で約7割は女性であった。翌月の10月から随時住民の帰村が許可され、1946年（昭和21年）2月21日に当市は廃止された。

### 戦後から現在

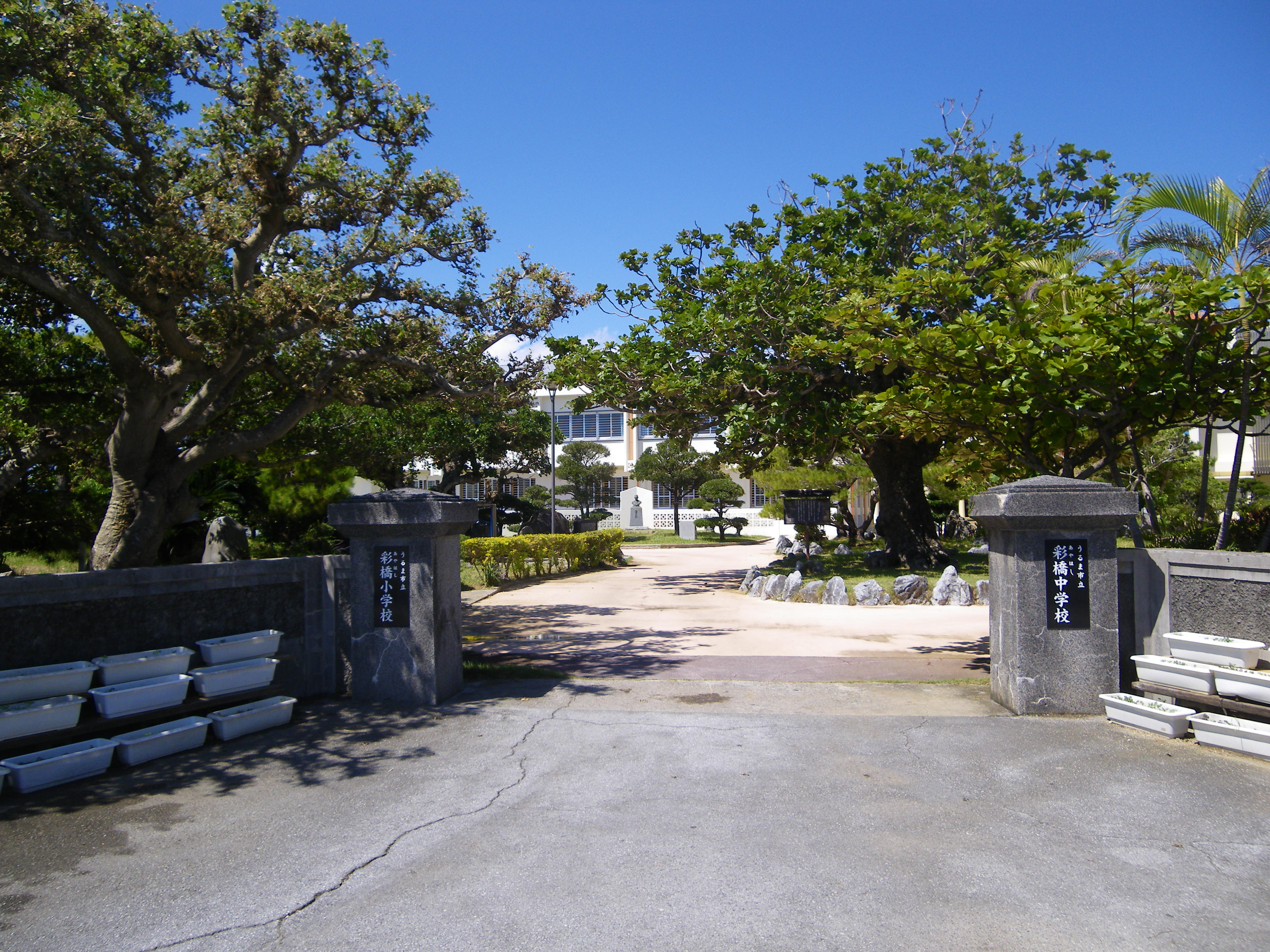
うるま市立彩橋小中学校の正門

1968年（昭和43年）にアメリカ資本の石油会社ガルフ社により、平安座島に石油精製基地を建造、1972年（昭和47年）にも島しょと沖縄本島を結ぶ海中道路を完成させた。その後の1975年（昭和50年）、三菱石油と丸善石油が平安座島 - 宮城島間の海域を埋め立て、石油備蓄基地を建設した（次節を参照）。平安座島の農耕地は少なく、周辺海域での漁業が行われ、集落内には交番やホテルも立地している。平安座小中学校の前身である與勝尋常高等小学校の分校は、1902年（明治35年）に開校したが、宮城・伊計・浜比嘉島を含む4島の小中学校が統合され、2012年（平成24年）4月、平安座島に「うるま市立彩橋小中学校」（2012年4月10日現在の在籍児童・生徒数180人）が新設された。

## 石油基地建設の経緯

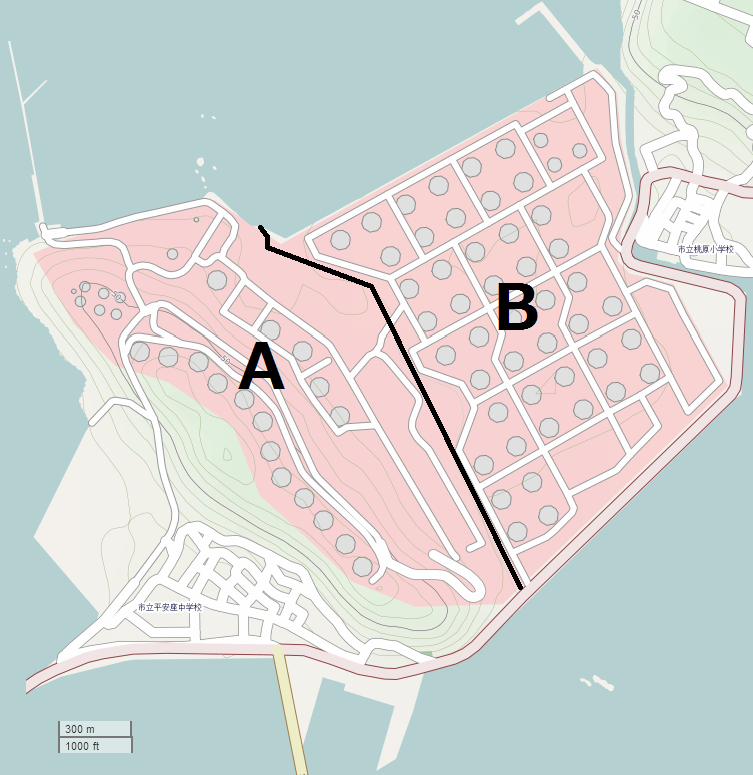
平安座島の地図。
----
A:沖縄ターミナル原油基地。1969年着工、1970年完成。島の4分の3の土地にCTS、1971年に海中道路を建設。ガルフ社は1972年に「沖縄石油精製」と「沖縄ターミナル」を設立。
----
B:沖縄石油基地。1972年着工、1980年操業。平安座島 - 宮城島間の海域を埋め立て、CTSを建造。1973年、三菱石油と丸善石油との出資により「沖縄石油基地」を設立。

### ガルフ社による基地建設
アメリカの石油会社ガルフ・オイル社（後にシェブロンへ合併）は沖縄へ進出するため、1966年（昭和41年）10月までに金武湾周辺地域を石油備蓄基地（CTS:Central Terminal Station ）の建設候補地として絞り込んだ。当初の計画では、宮城島に石油基地、伊計島に製油所を建設する予定であった。伊計島では誘致に概ね賛成であったが、宮城島の反対運動により進出計画は白紙になった。次にガルフ社は隣の平安座島へ誘致の検討を進めた。1967年（昭和42年）10月31日に平安座区長とガルフ社が覚書を取り交わし、翌年の1968年（昭和43年）5月17日にガルフ社が平安座島への石油基地進出の最終決定を下し、同日に平安座島の住民大会で誘致賛成を表明した。後にガルフ社の副社長が現地視察で来島した際、当時の平安座区長は彼に地主800人以上（面積にして計約64万坪）の土地貸与に関する同意書を提出した。平安座島でのCTS建設への賛成は、沖縄本島と結ぶ道路の建設が条件とされた。
CTSの起工式は1968年（昭和43年）12月8日に行われ、約1ヶ月後の1969年1月に着工された。翌年の1970年5月にCTSは完成した。この工事と並行して海中道路の建設が行われた訳ではなく、建設資材は満潮時に渡り船で、干潮時は米軍から売り渡された工事用トラックで運搬していた。1970年（昭和45年）2月12日に海中道路建設の許可申請を行ったが、道路コースの選定や事務手続きに時間を取られ、翌年の1971年（昭和46年）1月11日に埋立て許可が下りた。同年5月2日に着工し、6月6日に平安座島と沖縄本島が道路によって接続された。
ガルフ社は1970年1月に「ガルフ石油精製」を創設、後に出光興産と三菱化成の合弁会社「沖縄石油精製株式会社」となり、1972年（昭和47年）5月に製油所として操業した。1980年（昭和55年）6月に出光興産がガルフ社と三菱化成が有する全持株を買い取り、「沖縄石油精製」は出光興産の完全子会社となる。2003年（平成15年）11月に製油所機能を停止、翌年に「沖縄石油精製」は解散、2009年（平成21年）に沖縄出光を設立し現在に至る。また1972年11月4日に原油貯蔵・管理専門の「沖縄ターミナル株式会社」を設立し、ガルフ社が建造したCTSを買収した。2010年12月1日現在、当社は原油貯蔵タンク18基（計約175万キロリットル）を所有する。

### 埋立て地での基地建設

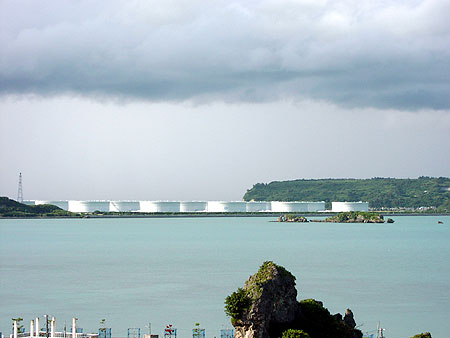
沖縄石油基地の石油タンク

1960年代後半、アメリカ占領下の沖縄が日本復帰するという現実味を増す中、離島苦解消や財政強化を目指した当時の与那城村は企業誘致を進めていた。1969年（昭和44年）3月、村議会は三菱商事に平安座島と宮城島間の海域の埋立て事業を要請した。1970年（昭和45年）5月に三菱商事を中心とした企業団が来沖し調査を行ったが、工業用水と電力の調達が困難であるとした。その際、CTS建設も検討され、三菱石油にも協力を依頼した。三菱商事との折衝役を引き継いだ三菱開発より埋立て計画を決定し、1971年（昭和46年）4月28日に与那城村と覚書を締結、翌月の5月15日に琉球政府へ公有水面埋立て免許の申請を行った。また琉球政府の行政指導により、外資導入免許の取得を条件に事業主体を与那城村から新会社の「沖縄三菱開発」（以下「沖縄三菱」）へ移行した。しかし反対派の立法院議員らの圧力により、申請許可が下りない状態が続いた。沖縄三菱と誘致賛成派の村議員らと共に懇願し、1972年（昭和47年）5月9日にようやく認可された。
本土復帰後の1972年10月15日に埋立て工事の着工を行い、計画では2年後の1974年（昭和49年）12月までに貯蔵タンクとシーバースを含めた施設建造を完了させる予定であった。しかしこの頃、隣接するガルフ社の製油所から漏洩した原油が流出し、近海が汚染されるなどの公害問題が深刻化し、これらの事故を機に1973年からCTS建設反対派の運動が激化する。1974年4月30日に埋立て工事は完了し、同日に竣工認可を沖縄県へ申請した。1975年（昭和50年）10月4日にCTS竣工は許可され、その後埋立て地の所有権登記を行い、与那城村へ編入された。1980年（昭和55年）3月6日に貯蔵タンク等の石油関連施設は完工し、同月12日に操業した。
1973年（昭和48年）4月27日に三菱石油（現・ENEOS）と丸善石油（現・コスモ石油）の合同出資により、「沖縄石油基地株式会社」を設立した。2010年12月1日現在、原油貯蔵タンク45基（計約450万キロリットル）を有し、鹿児島県の喜入基地に次ぐ大規模な石油基地となる。

### CTS建設問題
ガルフ社の宮城島進出が周知されると、島内反対派は1967年（昭和42年）3月16日に「宮城島を守る会」を、賛成派は「工場誘致促進委員会」を結成した。5月8日の与那城村会議ではガルフ社誘致が議題となり、全会一致で誘致の早期実現に関する要請決議を行い、7月1日に「石油事業誘致特別委員会」を設置した。しかし、7月19日に宮城島内で賛成・反対派間の傷害事件が発生するなど、両者は益々対立した。そもそも島内の賛成派は反対派よりも多数であったが、反対派が所有する土地が建設予定地の半分以上を占め、さらに賛成・反対派の所有地が点在し、用地取得が困難であった。その上再三に亘る反対派への説得にも誘致の支持は得られず、結局宮城島でのCTS計画は頓挫した。その後、本島と結ぶ海中道路建設を条件に平安座島の島民は、島の4分の3の土地をガルフ社に貸与した。また、島民は建設工事の請負や開業後の雇用促進による経済効果に期待を寄せていた。
しかし、CTS建造後の雇用効果は予想を下回り、また島内の耕作地が激減し、農業振興地域の指定は解除された。1965年に指定された「与勝海上政府立公園」はCTS計画により取り消された。さらに海中道路の建設により島周辺の海域に赤土流出・潮流変化に伴い漁業に深刻な打撃を受けた。1973年のガルフ社による原油流出事故を切っ掛けに公害問題が深刻化し、CTS反対運動が激化する。村議会や開発事務所へ抗議が殺到、反対派団体「金武湾を守る会」（以下「守る会」）は当時の屋良朝苗知事へ押しかけ、CTS建設の中止を訴えた。これら反対派の中には革マル派の一員などによる扇動者も含まれていたという。1974年（昭和49年）1月19日、CTS建設反対の世論と全国で展開された公害防止運動の高まりを理由に挙げ、知事はCTS反対を表明、これを受け「沖縄三菱」社長は同月23日に知事と会見し、CTS反対決定の撤回を求めた。また同月25日、当時の中曽根康弘通商産業大臣は国会演説で、金武湾におけるCTS建設を積極的に行うべきと発言、さらに翌月2月8日に自由民主党沖縄県支部は、屋良知事の退陣要求デモを県庁前で行った。1974年9月5日に「守る会」に所属する漁民6人は沖縄県を相手取り、埋立て免許の無効確認を要求する裁判を起こした。翌年の1975年10月4日の判決で、既に完工した埋立て地を元の状態へ戻すのは不可能とし、県は全面的に勝訴した。次に「守る会」は1977年（昭和52年）4月9日に、環境権と人格権の侵害を理由に原告1,250人によるCTS建設の差し止めを求めた。しかし原告側にはCTSが立地する平安座島の住民は存在しなかった。1979年（昭和54年）3月29日の判決で原告は敗訴し、CTS反対運動は次第に衰退した。

## 文化

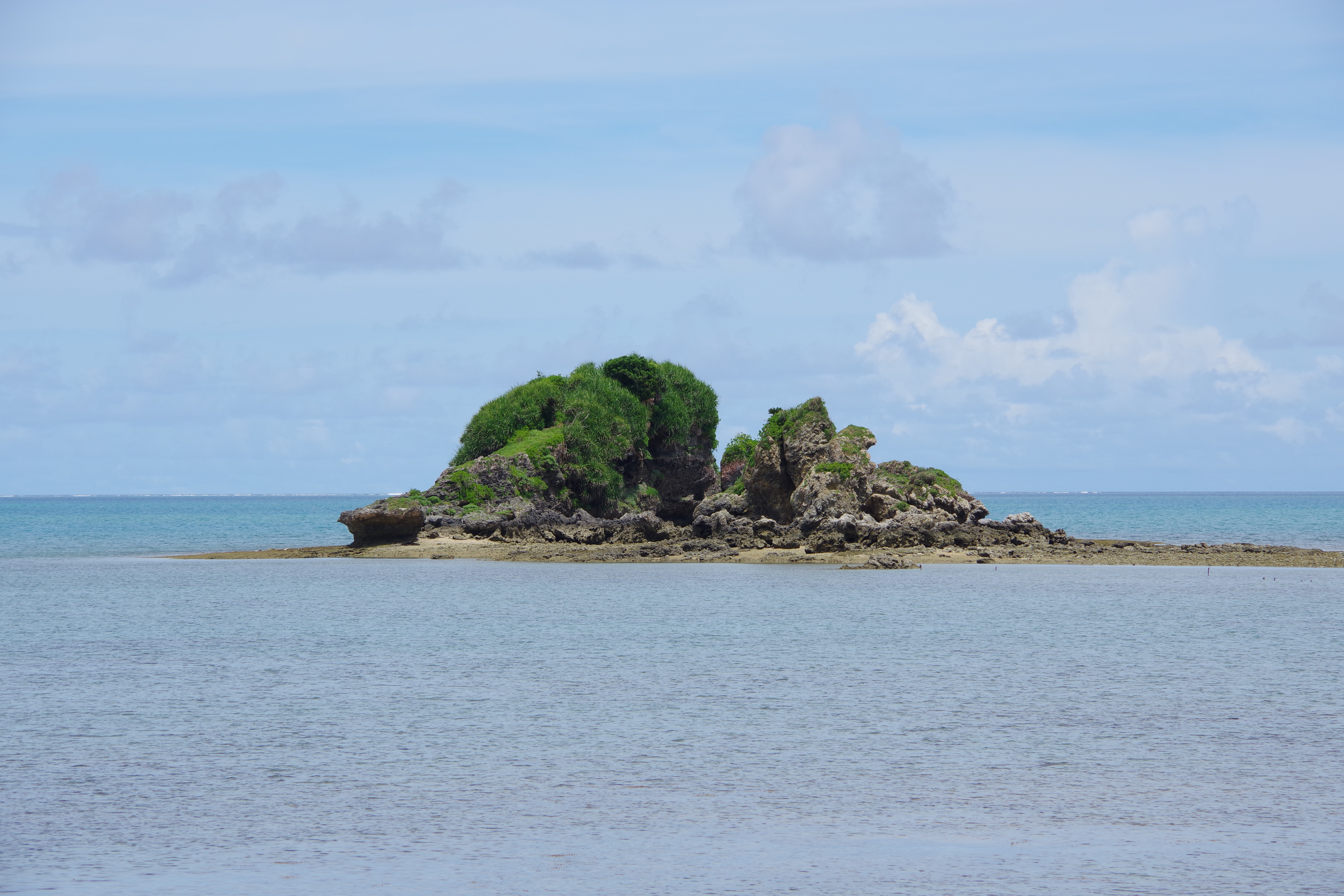
平安座島の東海岸に位置する小島・ナンザ島。

「平安座島には多くの伝統行事が残されている」といわれ、行事の保存・継承を積極的に行っている。平安座自治会は、島内に参入した石油関連企業からの土地賃貸料等による潤沢な不動産収入を得て、行事は盛大に催される。実際、当自治会の2001年度の歳入額は約8500万円であったが、宮城島や伊計島などの周辺離島の自治会では毎年多くても1000万円は超過しないという。予算の掛かる大綱引きに関しては、水田の無い平安座島では藁は他所から購入しなければならず、財政的に負担の大きい行事であった。1960年以降開催されなかったが、1984年に再開された。また海中道路の開通で自動車での往来が容易になり、泊りがけで行われた旧盆も日帰りで済むようになり、行事のあり方にも変化が生じた。
ガルフ社が平安座島へ進出した際、当時は米軍統治下にあった為、沖縄住民以外の土地所得は高等弁務官命令により制限されていた。賃貸契約を結んだガルフ社と平安座島の土地所有者らは、定期的に土地代改正などに関した協議の場を設ける機会が増え、両者は深い関係を築いている。旧正月の元日に行われる祈願祭「初年頭（ハチニントウ）」に企業関係者も参加、また旧正月3日目に親族毎に縁のある井泉を巡る「河川撫で（カーウビー）」では石油基地内を通行して行われる。旧暦3月4日には「ナンザモーイ」と呼ばれる行事が開かれ、平安座島の東海岸に位置するナンザ島に赴き、本来の豊漁・海の安全祈願や石油企業の安全操業をニライカナイの神に願う。
1968年にガルフ社と平安座島民が土地賃借契約を締結した後、基地建設地に点在した約150の墓を共同墓地へ移転した。1968年（昭和43年）9月27日に移転先が決定し、翌年の1969年（昭和44年）8月12日に墓地の完成祈願祭が挙行され、その後納骨された。

## 交通
与勝半島と平安座島の海域は遠浅で、干潮時に徒歩で往来可能であったが、離島苦の解消は島民にとって積年の願いであった。過去には1953年に親子が平安座島へ渡る途中に暴風雨に遭遇し帰路を見失い、満潮時に流され溺死した事故が起こっている。また戦後にはアメリカ軍が改造した海上トラックも通行していた。1961年（昭和36年）に島民約3,600人と米軍の工事用トラック車両3台による道路建設に着手したが、2度の台風襲来で失敗に終わった。その後の1968年（昭和43年）にガルフ社が平安座島に進出した際、島の大半を貸与する代わりに、1972年（昭和47年）にガルフ社の負担で全長約4.75 kmの海中道路を完成させた。しかし、開通後には金武湾内の海流が変化し、土砂堆積などの問題が発生した。完成当初は与那城村道45号に指定されたが、1991年（平成3年）3月31日に沖縄県道として「主要地方道伊計平良川線」へ昇格した。1999年（平成11年）に4車線に拡張され、駐車場300台分を備えたロードパークを設置した。
埋立て以前の平安座島と宮城島の間の海域には、潮流により土砂が寄り集まった1本の盛り土が形成され、馬と共に渡れたが、埋立てにより2島は「桃原橋」により架橋された。また1997年（平成9年）2月7日に平安座島と浜比嘉島を結ぶ「浜比嘉大橋」が完成・開通した。
伊計島と宮城島の間には伊計大橋が架けられているため、宮城島を介して伊計島とも陸路で結ばれている。うるま市が運行する路線バス（うるま市有償バス）により、本島の屋慶名地区との間や、これらの各島の相互間を移動することができる。

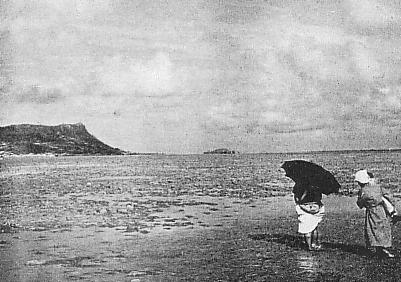
干潮時の徒歩横断（1955年頃）
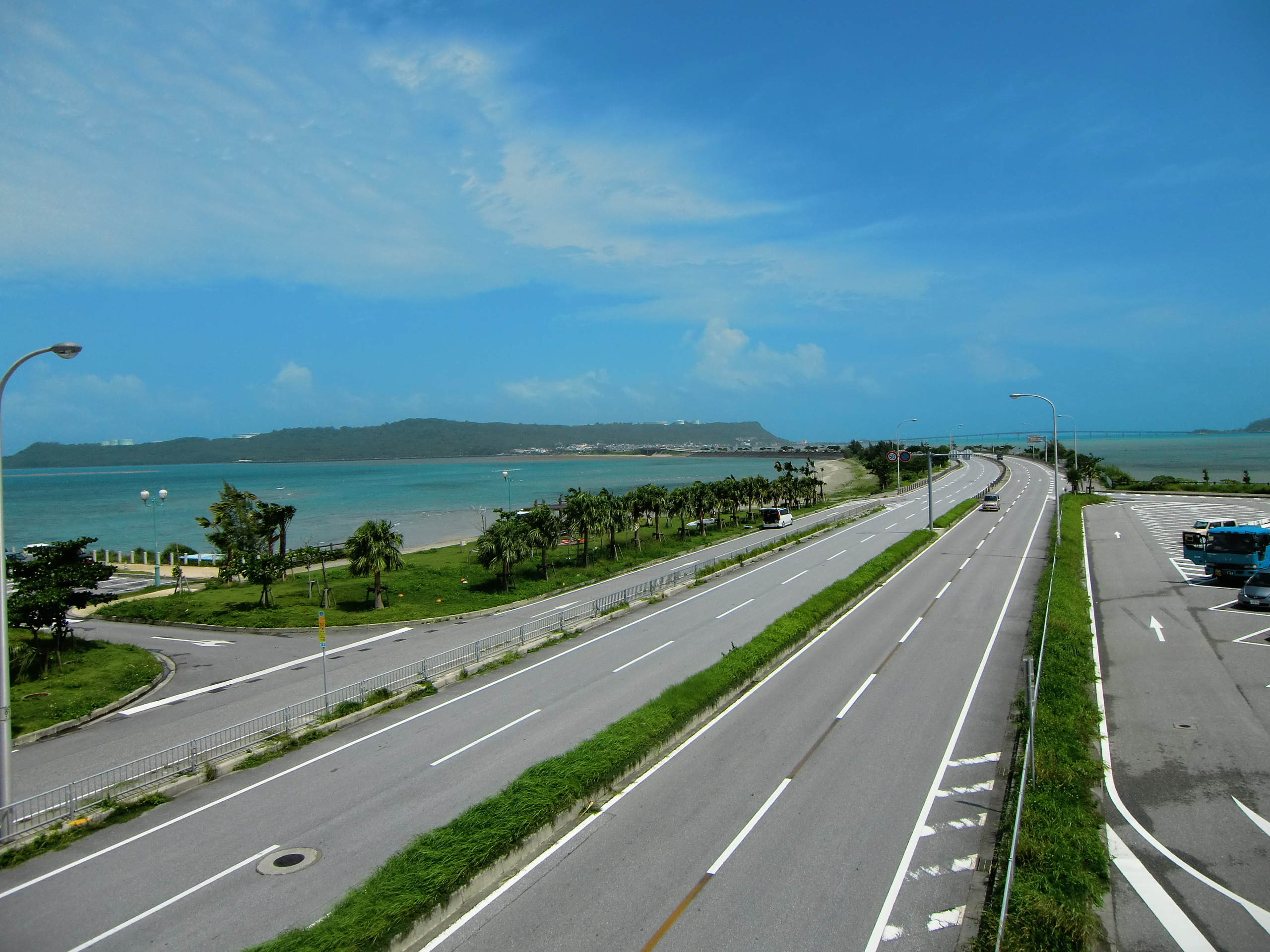
完成した海中道路（2010年9月）
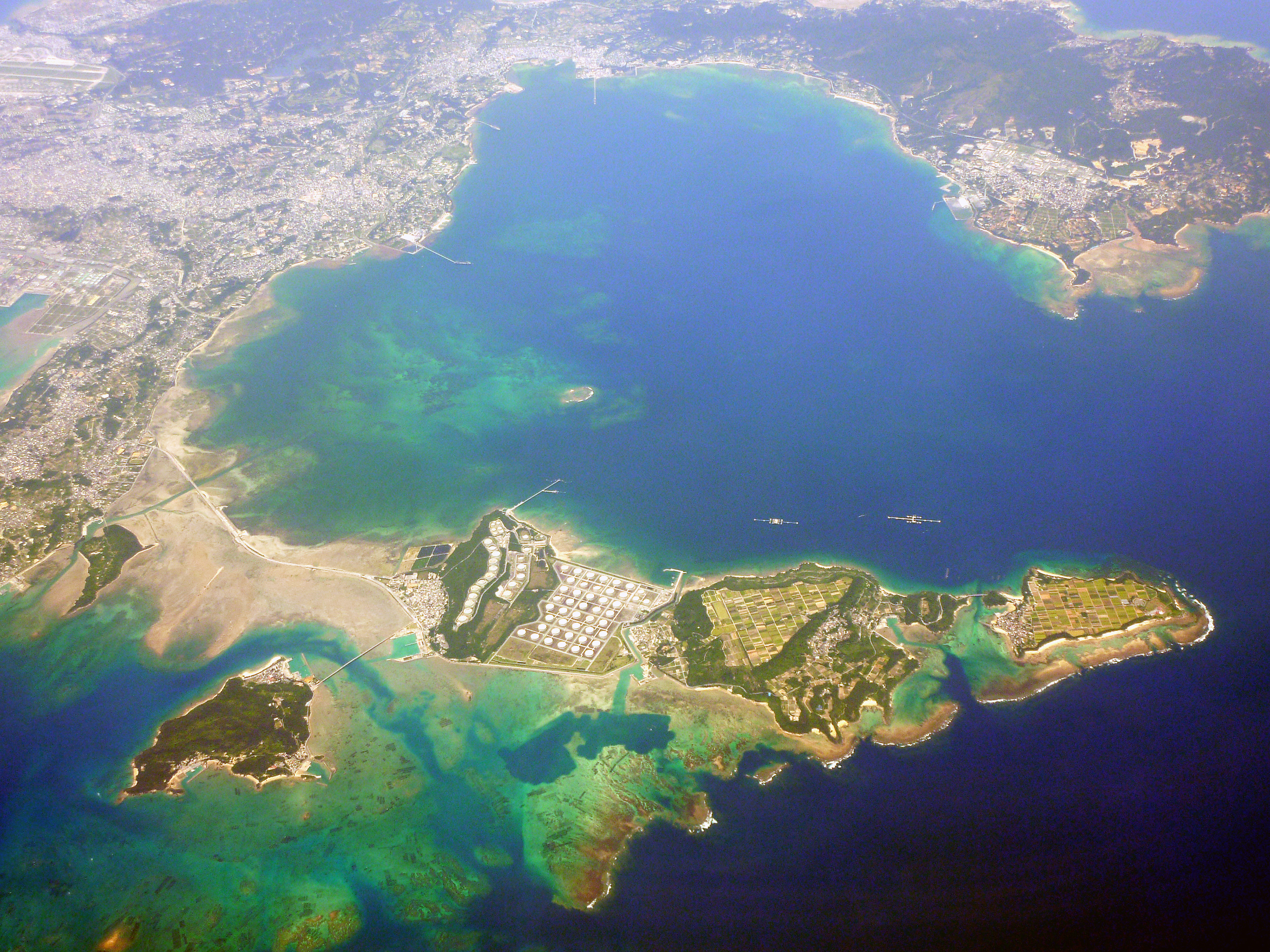
金武湾空撮。画像左側に白く伸びる筋が海中道路。
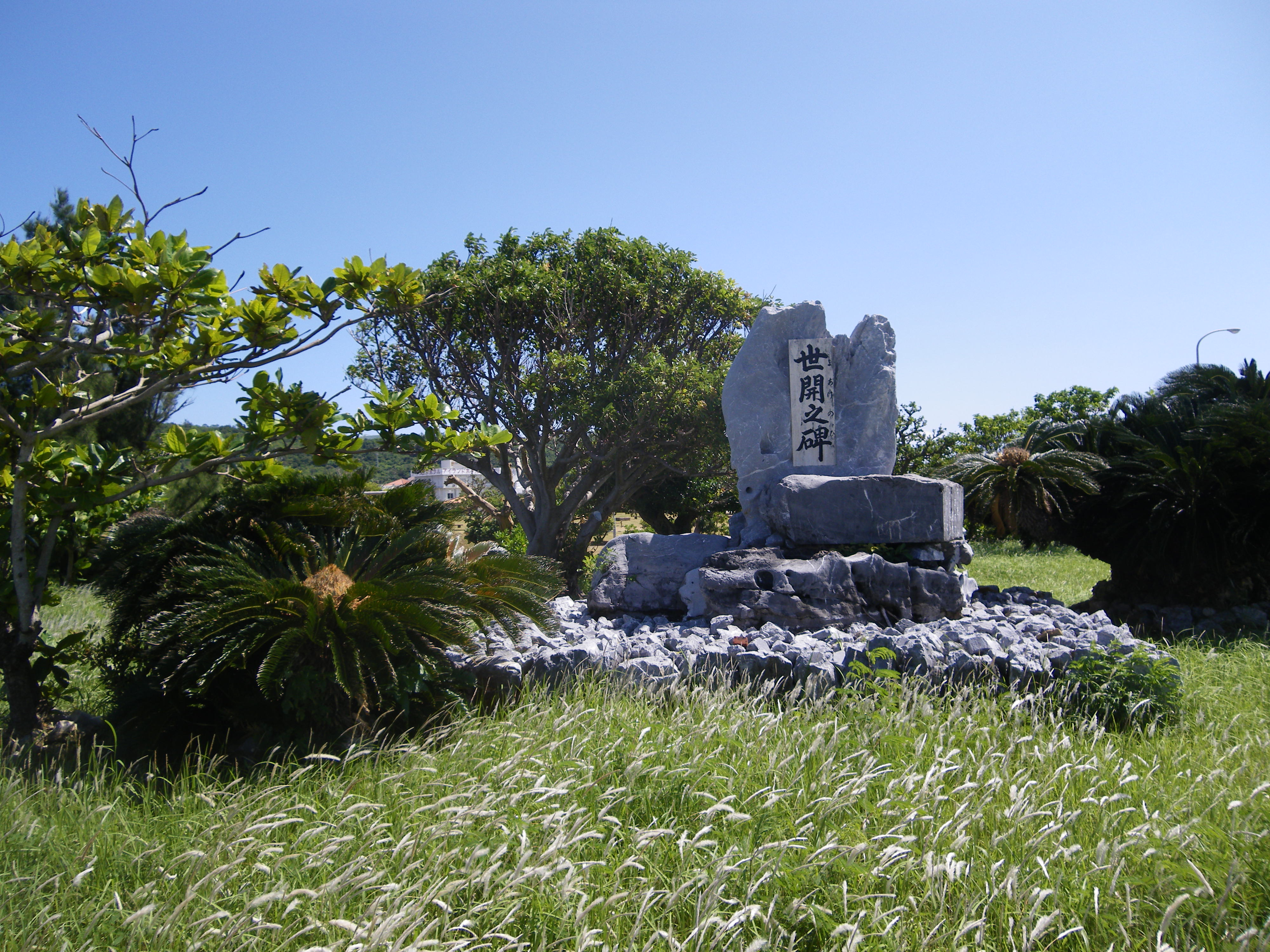
「世開之碑（よあけのひ）」、海中道路開通記念碑。